# Larrosa
Larrosa es una localidad despoblada española y antiguo municipio de España, perteneciente al actual municipio de Jaca, en la comarca de la Jacetania, provincia de Huesca, Aragón.

## Geografía
Larrosa se encuentra en la cabecera del valle del río Ijuez, afluente del río Aragón, en el valle de la Garcipollera, como Acín, Villanovilla, Bescós de Garcipollera y Yosa de Garcipollera.

## Historia
Las casas y campos de cultivo del término de Larrosa fueron expropiadas en los años 1960, con motivo de la construcción del embalse de Yesa, para destinar sus montes a la plantación de pinos para evitar la colmatación rápida del vaso del nuevo embalse por los sedimentos arrastrados por las lluvias.
La iglesia dedicada a San Bartolomé conserva bien su estructura románica.

## Demografía

### Localidad
Datos demográficos de la localidad de Larrosa desde 1900 :
| 137             | 126 | 100 | 77 | 77 | 57 | 9 | -- | -- | -- | -- |
| (Fuente: IAEST) |     |     |    |    |    |   |    |    |    |    |

- No figura en el Nomenclátor desde el año 1970.
- Datos referidos a la población de derecho.

### Antiguo municipio
Datos demográficos del municipio de Larrosa desde 1842:
| 74            | -- | -- | -- | -- | -- | -- | -- |
| (Fuente: INE) |    |    |    |    |    |    |    |

- Entre el censo de 1857 y el anterior, este municipio desaparece porque se integra en el municipio de Villanovilla.
- Datos referidos a la población de derecho, excepto en los censos de 1857 y 1860, que se refieren a la población de hecho.